# USS Parche (SSN-683)
USS Parche (SSN-683) – amerykański okręt podwodny typu Sturgeon był drugim okrętem United States Navy noszącym nazwę pochodzącą od ryby z rodziny chetonikowatych (wymawianą jako /pɑrtʃeɪ/) – małej ryby żyjącej na rafie koralowej. Motto okrętu to Par Excellence.

## Działania okrętu
Kontrakt na budowę okrętu został przyznany stoczni Ingalls Shipbuilding w Pascagoula 25 czerwca 1968, a stępkę położono 10 grudnia 1970. Okręt został zwodowany 13 stycznia 1973, matką chrzestną była pani Philip A. Beshany. Okręt wszedł do służby 17 sierpnia 1974, pierwszym dowódcą został komandor porucznik Richard N. Charles.
"Parche" służył jako jednostka Atlantyckich Sił Podwodnych (ang. Atlantic Submarine Force) do 1976, kiedy został przekazany Flocie Pacyfiku. Po dotarciu do nowego portu macierzystego w Mare Island "Parche" otrzymał nowe wyposażenie oceaniczne.
W latach 1987–1991 "Parche" przeszedł szeroką przebudowę w stoczni Mare Island Naval Shipyard, w trakcie którego wymieniono paliwo jego reaktora i zmodyfikowano go do badań i rozwoju. Dodano 30 metrową sekcję kadłuba przed kioskiem. Dodana sekcja była z góry płaska (co wyglądało podobnie jak pokład rakietowy na balistycznych okrętach podwodnych) i zapewniała przestrzeń potrzebną dla powiększonej załogi i dodatkowego ekwipunku. W skład dodatkowych urządzeń wchodziło wiele anten zwiadu elektronicznego, urządzenia elektroniczne i nawigacyjne oraz sprzęt badawczy środowiska oceanicznego. W trakcie przeglądu dodano także wiele pomocniczych urządzeń nawigacyjnych i pomocniczych, np. przedni i górny sonar krótkiego zasięgu, zestaw opancerzonych reflektorów i kamer telewizyjnych do operacji przeprowadzanych pod lodem.
Po ukończeniu modyfikacji okręt rozpoczął wypełniać nowe zadania jako część Submarine Development Squadron 5. "Parche" podjął działania w ramach Floty Pacyfiku w 1992 i został przeniesiony do nowej bazy w Bangor w listopadzie 1994.
19 października "Parche" został wycofany ze służby w Puget Sound Naval Shipyard. Jego zadania badawcze zaczął wypełniać nowy okręt typu Seawolf "Jimmy Carter", który w trakcie budowy został wyposażony w rozmaite urządzenia badawcze.

## Nagrody i odznaczenia
"Parche" jest najczęściej odznaczanym okrętem US Navy, otrzymał dziewięć nagród Presidential Unit Citation, dziesięć Navy Unit Citations, trzynaście Naval Expeditionary Medal w czasie trzydziestu lat służby.

## Obecnie

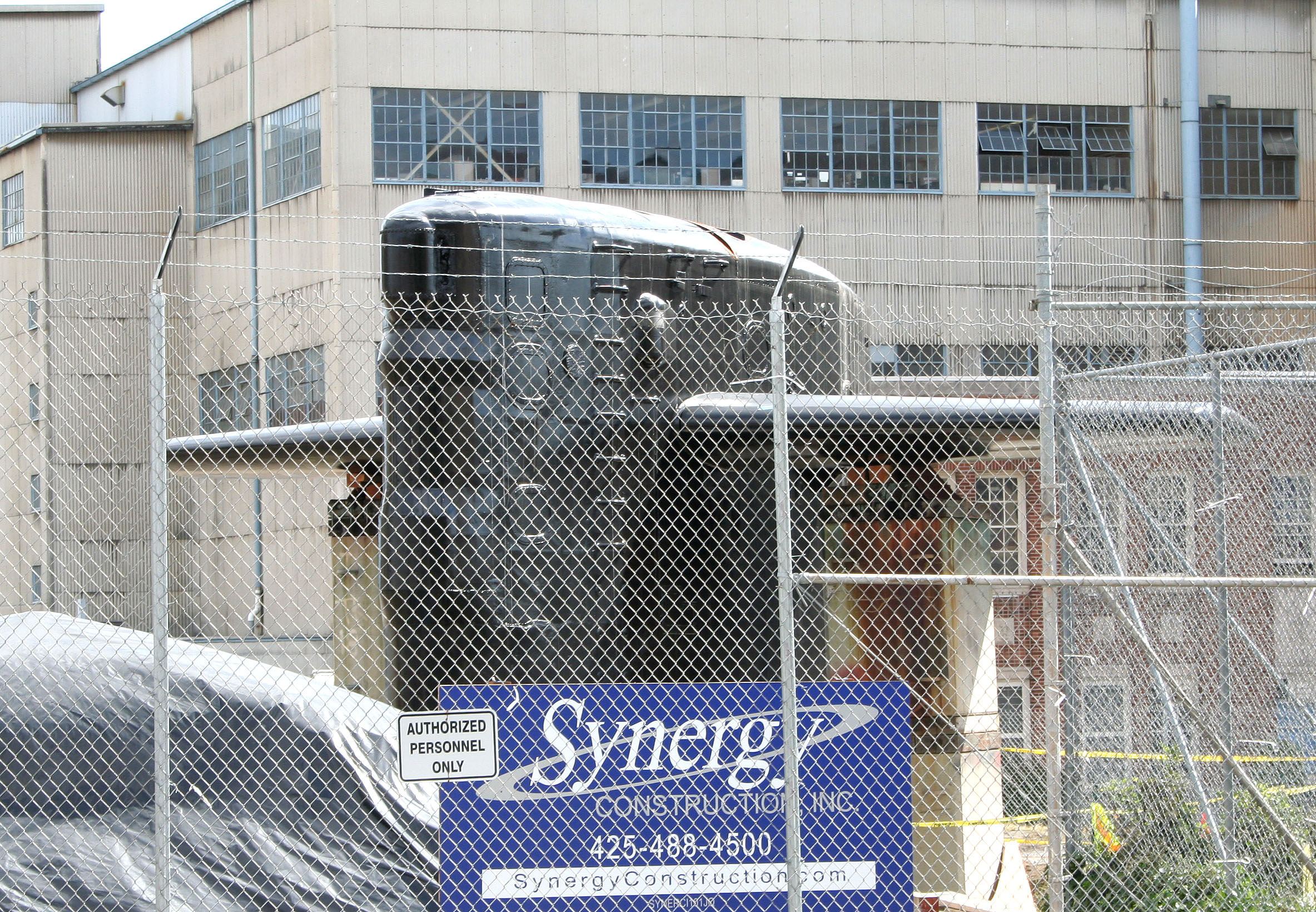
Kiosk "Parche" w parku wodnym w Bremerton

Kiosk "Parche" został przeniesiony w lecie 2006 do stoczni Puget Sound Naval Shipyard w ramach przygotowań do przeniesienia do parku wodnego w centrum Bremerton, który prawdopodobnie zostanie otworzony w sierpniu 2007.